# سم شپرد (بازیکن بسکتبال)
سم شپرد (انگلیسی: Sam Shepherd؛ زادهٔ ۲۱ آوریل ۱۹۵۳) بازیکن بسکتبال اهل ونزوئلا-ایالات متحده آمریکا بود. وی در بازی‌های المپیک تابستانی ۱۹۹۲ شرکت کرده‌است.